# Paul Agostino
Pour les articles homonymes, voir Agostino.
Paul Agostino (né le 9 juin 1975 à Adélaïde) est un joueur de football international australien jouant au poste d'attaquant. Il a notamment évolué au TSV Munich 1860 de 1997 à 2007 en étant capitaine la dernière année.

## Sélection nationale
Il connaît sa première sélection en équipe d'Australie en avril 1996 face au Chili. Il a été appelé 20 fois et a inscrit 9 buts pour les Socceroos.